# Uggla (adelsätt)
För andra betydelser, se Uggla (olika betydelser).
Uggla är en svensk adlig och friherrlig adelsätt.

## Historia
Uggla är en frälsesläkt som troligen härstammar från Västergötland. Äldsta kända stamfader är väpnaren och befallningsmannen på Älvsborg Claes Hansson till Bosgården (levde 1517, död före 1526). Ätten är mycket vittförgrenad och har tidigt delat sig i sex huvudgrenar, av vilka tre ännu fortlever: finländska grenen, Krokstadsgrenen samt den värmländska grenen.
Ätten introducerades den 10 mars/4 april 1625 med kammarrådet Göran Claesson Uggla (död 1627) i tredje klassen, svenneklassen, genom lottning under nuvarande nummer 100, och uppflyttades den 11 mars 1778 i den då återinrättade andra klassen, riddarklassen.
En sonson till Claes Arvidsson var amiralen Claes Uggla (1614–1676) som den 30 oktober 1676 upphöjdes till friherre, innan han senare samma år stupade i sjöslaget vid Ölands södra udde.[källa behövs]
Den finländska grenen immatrikulerades den 29 januari 1818 på Finlands riddarhus som adlig ätt under nummer 4. En del av första linjen i finländska ättegrenen är bosatt i USA. Andra linjen av Krokstads ättegren överflyttade i senare delen av 1800-talet till USA där medlemmarna fortlever och skriver sig Fredriksen. Första linjen av värmländska ättegrenen överflyttade i slutet av 1800-talet till USA där medlemmarna fortlever och skriver sig Hamilton.
Femte linjen av värmländska ättegrenen överflyttade på 1880-talet till USA och fortlever där. En gren av sjunde linjen överflyttade på 1930-talet till Kanada och fortlever där och i England. En gren av åttonde linjen av värmländska ättegrenen överflyttade på 1910-talet till USA och fortlever där och i Kanada. Möjligen kan fler ättemedlemmar fortleva i USA.
Amiralen och amiralitetsrådet Claes Uggla upphöjdes i friherrlig värdighet den 17 april 1676 i Stockholm av Karl XI. Hans yngsta son introducerades den 30 oktober år 1680 under nummer 69.
Uggla är en av den svenska adelns mest månghövdade ätter.[källa behövs]

## Vapenbeskrivning

### Adliga
I Västergötland förde många gårdar namnet uggla. Claes Hansson förde 1517 en uggla i skölden. Hjälmprydnaden med tre strutsfjädrar är belagd från 1611 och de tre tegelstenarna är från 1620. Hjälmkronan visar att ättemedlemmarna är riksrådsättlingar. Stammodern Christina Arvidsdotter var dotter till riksrådet Arvid Knutsson och gift med sonen till Claes Hansson. Kvisten i ugglans klor finns inte med i äldre framställningar, men den börjar förekomma under det kommande århundradet. Att ugglan är sinister vänd förekommer ibland i de äldre framställningarna. Heraldiskt sett är det bakvänt, normen idag för vapnet är att ugglan (utan kvist) är normalt vänd åt dextersidan och har höger klo lyft.

### Friherrliga
Det friherrliga vapnet innehåller i alla fält kopplingar till Claes Ugglas yrke som amiral. Första fältet högst upp på sinister/dextersidan och längst ner på sinistersidan innehåller två stora kanoner lutande med mynningen ihop. De övriga fälten är belagda med örlogsflaggor korsvis genom en gyllene krona mot en vit bakgrund. Det är inte nämnt i friherrebrevet vilken färg som bakgrunden ska ha. Stamvapnet är beskrivet som en uggla stående på tre tegelstenar. De tre strutsfjädrarna i hjälmprydnaden beskrivs som vanliga fjädrar. Det är originellt och estetiskt effektfullt att hjälmprydnaden har dubblats. Friherrekronan mellan hjälmkronorna är försedd med fem örlogsflaggor, beskrivna som Swänska flaggor, det är första gången som benämningen svensk flagga dyker upp i ett sköldebrev. Tidigare har flaggor och fanor omtalas enbart som sådana försedda med ett kors.

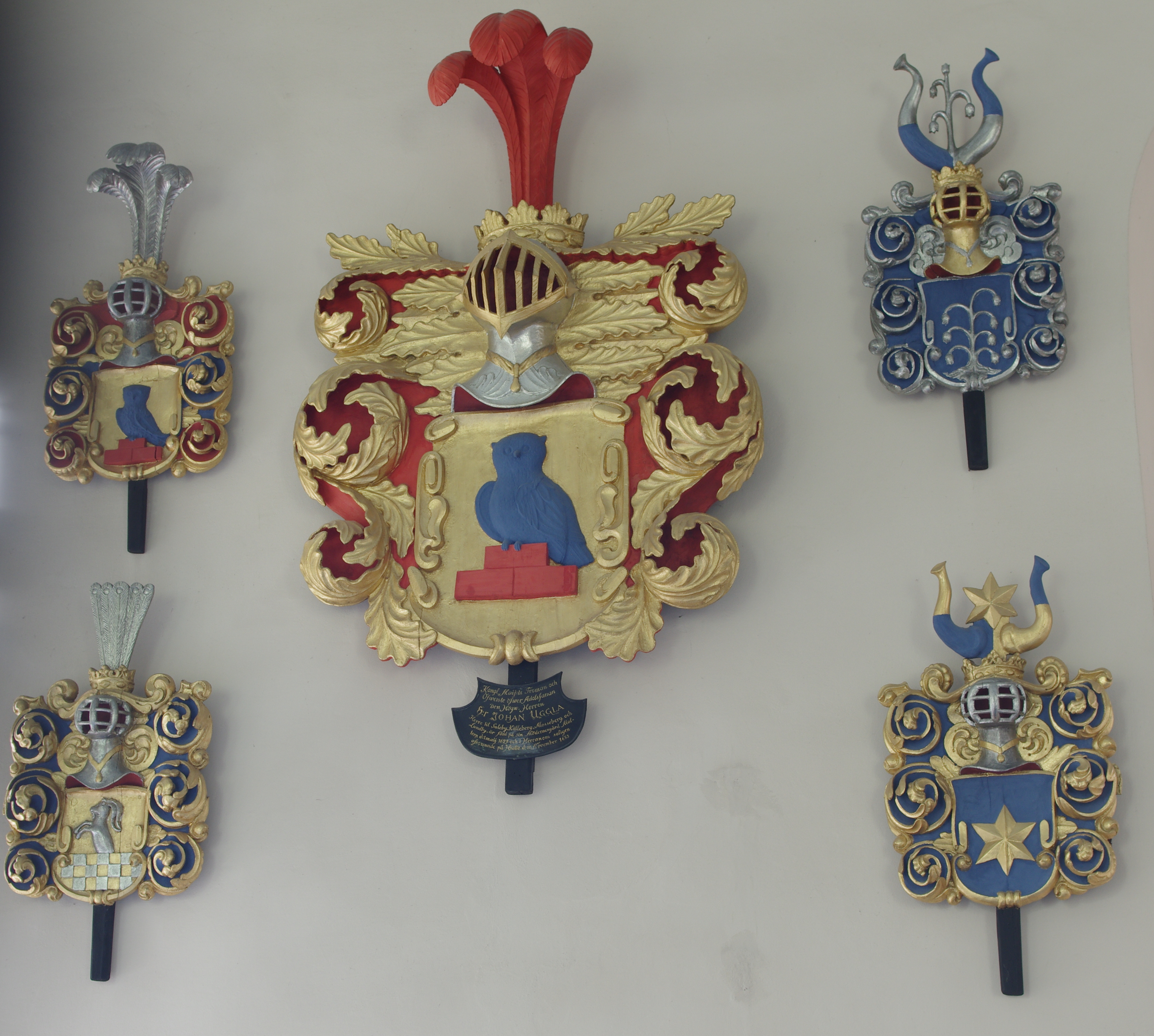
Vapen i Sandhems kyrka

## Blasonering
| ”                                 | till förbättring på hans gamble Adelige Wapen, Een Sköld, fördelt i fem felt, mitt utj hans wahnlige och förre Wapen, nembl. een Uggla ståandes på Tree Tegelstenar, j det öfre Wänstre och nedre högre Fältet, som blifwa begge af …. färga, Twänne stora Stycken, lutandes med lilla ändan tilhopa, j det öfre högra och Wenstre nederste Fältet, som blifwa hwijta, een Gyllene Crona, med Twenne flaggor korswijs igenom, Ofwan på Skölden mitt på, een frijherre Crona med fem Swenska flaggor, och utur dee Twenne Tornerhiällmar på begge sijdor, stijga upp 3. Struβfiädrar med sine wahnlige färgor, Löfwärket blir af blå, hwijt och guhl färga under hwar andra förmängde, alldeles som Wapnet står här afmåhlat. | „ |
| – Friherrebrevet i original, RHA. | |   |

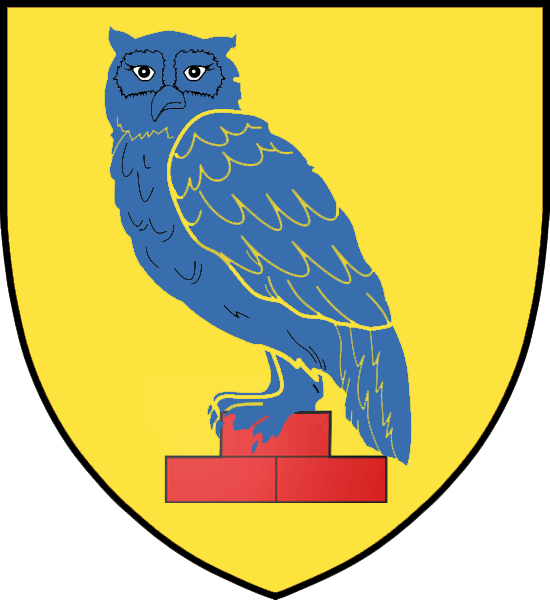
Sköldmärke.